# Cinnamomum filipedicellatum
Espèce
Synonymes
- Cinnamomum gracile Hook.f.[1]

Statut de conservation UICN

 EN B1+2c : En danger
Cinnamomum filipedicellatum est une espèce de plantes à fleurs de la famille des Lauraceae.

## Publication originale
- Bulletin of the Botanical Survey of India 25: 92. 1985.